# Lars Kumblin
Lars Kumblin, död i juni 1775, var en svensk boktryckare.
Kumblin drev ett tryckeri i Stockholm mellan 1772 och sin död 1775. Det drevs efter hans död vidare av hans änka Sara under namnet "Kumblinska tryckeriet" intill 1805.